# 에스토니아 망명정부
에스토니아 망명정부(에스토니아어: Eesti valitsus-in-eksiilis)는 1940년 6월 에스토니아가 소련에 편입되면서 해외로 망명한 에스토니아의 정치인들이 설립한 망명정부이다.
1953년 1월 12일 노르웨이 오슬로에서 아우구스트 레이(August Rei)에 의해 수립되었다. 소련의 발트 3국(에스토니아, 라트비아, 리투아니아) 병합에 반대했으며 발트 3국의 주권 회복 운동을 전개했다. 1991년 8월 20일 에스토니아가 소련으로부터 독립하면서 소멸되었다.

## 같이 보기
- 에스토니아 소비에트 사회주의 공화국